# Cantagallo (kommun i Spanien, Kastilien och Leon, Provincia de Salamanca, lat 40,37, long -5,82)
Cantagallo är en kommun i Spanien.   Den ligger i provinsen Provincia de Salamanca och regionen Kastilien och Leon, i den centrala delen av landet, 180 km väster om huvudstaden Madrid. Antalet invånare är 283.